# Nancy Rubins
Pour les articles homonymes, voir Rubins.
Nancy Rubins (née à Naples, Texas, en 1952) est une artiste américaine, créatrice de sculptures et d'installations. Ses œuvres sculpturales sont principalement composées d'arrangements rayonnants d'objets de taille conséquente comme des télévisions, des appareils ménagers, des chauffe-eaux, des remorques, des matelas, des pièces d'avion, des barques, des planches de surf, etc. Une œuvre comme Big Edge (Las Vegas) contient plus de 200 barques. Stainless Steel, Aluminum, Monochrome I, Built to Live Anywhere, at Home Here (Buffalo) contient 55 bateaux d’aluminium et s'élève à 11 m de hauteur.

## Biographie
Nancy Rubins naît à Naples, Texas, en 1952 et grandit à Tullahoma, Tennessee.  Elle étudie au Maryland Institute College of Art (en) de Baltimore, où elle reçoit son BFA en 1974, et ensuite à l'Université de Californie à Davis où elle obtient son MFA en 1976. Rubins réside à Topanga Canyon, en Californie. Elle enseigne à l'Université de Californie à Los Angeles entre 1982 et 2004.
Depuis le début de sa carrière, Rubins questionne la nature des techniques. À l'université, elle travaille principalement avec de l'argile, évitant la permanence de la céramique en désassemblant constamment ses sculptures, les faisant s'effondrer à nouveau dans les seaux ou en morceaux bruts. Son œuvre de 1974, Mud Slip, Army-Surplus Canvas and Used Cups from Coffee Machine combine des matériaux trouvés avec de l'argile humide : elle ne dure que tant que l'argile ne sèche pas. Elle commence créer des assemblages, incorporant plus de détritus et matériaux trouvés dans ses œuvres.
En 1981, Rubins obtient sa première installation publique. Installée à Berwyn près de Chicago, Big Bil-Bored est une œuvre fortement controversée, élue « plus laide sculpture de Chicago » lors d'un sondage radiophonique. Construite à l'aide de divers appareils ménagers au rebut, l'installation surmonte de 13 m le centre commercial Cermack Plaza de Berwyn. En 1982, le Washington Project for the Arts (en) finance Worlds Apart, une installation temporaire de 14 m de hauteur en béton, armatures en métal et appareils ménagers. ; celle œuvre domine la Whitehurst Freeway à Washington et reçoit là encore un accueil controversé.
Vers le milieu des années 1980, Rubins incorpore des pièces d'avion abandonnées dans ses œuvres. Elle collabore avec son mari Chris Burden sur plusieurs projets, dont une installation intitulée A Monument to Megalopolises Past and Future au Los Angeles Contemporary Exhibitions (en) en 1987.
En 1993, Rubins est invitée à participer à la Biennale de Venise.
À partir des années 1990, les œuvres de Nancy Rubins sont exposées de façon internationale. Ses installations se trouvent dans les collections publiques du musée d'art contemporain de Los Angeles, du musée d'art contemporain de San Diego, du Museum of Modern Art à New York, du musée d'art contemporain de Chicago, et à la Fondation Eli Broad à Los Angeles.

## Œuvres

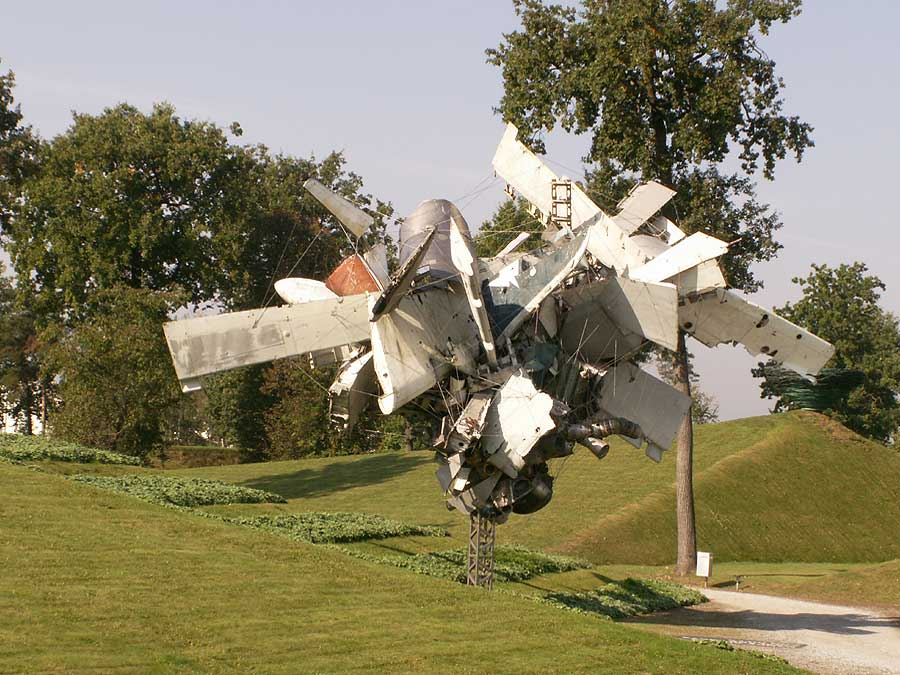
Airplane Parts & Hills, Unterpremstätten (2003).

Parmi les sculptures réalisées par Nancy Rubins :
- 1980 : Big Bil-Bored, Berwyn
- 1990 : Table And Airplane Parts, dans la collection du Frac Bourgogne
- 2003 : Airplane Parts & Hills, Österreichischer Skulpturenpark, Unterpremstätten
- 2001 : Chas' Stainless Steel, Mark Thompson's Airplane Parts, About 1000 Pounds of Stainless Steel Wire, and Gagosian's Beverly Hills Space musée d'art contemporain, Los Angeles
- 2006 : Pleasure Point musée d'art contemporain, San Diego[6]
- 2006 : Big Pleasure Point, Lincoln Center, New York[7]
- 2009 : Big Edge CityCenter, Las Vegas
- 2011 : Stainless Steel, Aluminum, Monochrome I, Built to Live Anywhere, at Home Here, galerie d'art Albright-Knox, Buffalo[8]
- 2013 : Monochrome for Paris, Paris

## Récompenses
Parmi les récompenses reçues par Nancy Rubins :
- 1977, 1980, 1981 : National Endowment for the Arts
- 1981 : Creative Artists Public Service Grant, New York State Council for the Arts
- 1991 : Awards in Painting, Sculpture, Printmaking, Photography, and Craft Media, The Louis Comfort Tiffany Foundation (en)
- 1993 : Travel Award, Fondation Rockefeller
- 1997-98 : Visual Artist Award, Flintridge Foundation
- 2000 : Alumni Award, Maryland Institute College of Art